# Outro Olhar
Outro Olhar, ou Outro Olhar: Reflexões de um Autista é um livro de memórias da escritora Sophia Mendonça. 
Tornou-se notável por ser uma das primeiras obras literárias brasileiras a abordar o autismo sob o ponto de vista de uma pessoa com diagnóstico de Transtorno do Espectro Autista. 

## Escrita
Outro Olhar tem como propósito desmistificar falsas crenças sobre a Síndrome de Asperger e evidenciar a complexidade das relações humanas. 
Lançado em 2015, foi o livro de estreia de Sophia , que o escreveu em seis meses.  Relata fatos do passado da autora e mostra como situações banais tornam-se complexas devido a sua condição, além de ter influência da filosofia budista.

## Recepção
Elemara Duarte, do jornal Hoje em Dia, observou que os textos do livro são objetivos, mas de sinceridade envolvente, e informam como funciona a mente e o coração de uma pessoa diagnosticada com Síndrome de Asperger aos 11 anos de idade.
Para o psiquiatra Walter Camargos Jr, especialista em autismo, Sophia mostra com perícia e sensibilidade as dificuldades da síndrome, falando de "sensações, emoções, pensa mentos, desejos, realidades e exigências do mundo externo".